# Пащук, Игорь Игоревич
И́горь И́горевич Пащу́к (род. 6 июля 1984, Червоноград) — украинский боксёр, представитель первой полусредней весовой категории. Выступал за сборную Украины по боксу в первой половине 2000-х годов, серебряный призёр чемпионата Европы, победитель и призёр турниров международного значения, член украинской команды на летних Олимпийских играх в Афинах.

## Биография
Игорь Пащук родился 6 июля 1984 года в городе Червонограде Львовской области Украинской ССР.
Первого серьёзного успеха на международном уровне добился в сезоне 2001 года, когда вошёл в состав украинской национальной сборной и побывал на чемпионате Европы среди юниоров в Боснии и Герцеговине, откуда привёз награду бронзового достоинства, выигранную в зачёте лёгкой весовой категории — на стадии полуфиналов был остановлен турком Сельчуком Айдыном.
В 2002 году в первом полусреднем весе отметился победой на юниорском международном турнире в Италии и дошёл до четвертьфинала на юниорском чемпионате мира в Сантьяго-де-Куба.
В 2003 году одержал победу на Кубке Арены в Хорватии.
Попав в основной состав боксёрской команды Украины, в 2004 году принял участие во взрослом чемпионате Европы в Пуле. В категории до 64 кг благополучно прошёл четверых соперников по турнирной сетке: ирландца Пола Макклоски, белоруса Сергея Быковского, болгарина Бориса Георгиева и француза Вилли Блена. В решающем финальном поединке должен был встретиться с россиянином Александром Малетиным, однако из-за травмы руки снялся с турнира и остался с серебряной медалью.
Благодаря успешному выступлению на чемпионате Европы Пащук удостоился права защищать честь страны на летних Олимпийских играх в Афинах, он прибыл на соревнования, но из-за травмы глаза не прошёл медицинскую комиссию и буквально за день до старта Игр был дисквалифицирован.